# Pesach Grupper
Pesach Grupper (hebr. ‏פסח גרופר‎, ang. Pesah Grupper, ur. 21 sierpnia 1924 w Tel Awiwie, zm. 30 kwietnia 2013) – izraelski samorządowiec i polityk, w latach 1981–1983 wicemnister, a w latach 1983–1984 minister rolnictwa; latach 1973–1992 poseł do Knesetu.

## Życiorys
Urodził się 21 sierpnia 1924 w Tel Awiwie, w ówczesnym Brytyjskim Mandacie Palestyny. Ukończył szkołę podstawową.
Był działaczem rolniczym, członkiem stowarzyszenia plantatorów winorośli. W latach 1959–1962 oraz 1969–1971 stał na czele samorząd u lokalnego w Atlit.
W wyborach w 1973 został po raz pierwszy wybrany posłem z listy Likudu. W ósmym Knesecie zasiadał w komisjach pracy oraz spraw gospodarczych. W 1977 uzyskał reelekcję, a w Knesecie dziewiątej kadencji był członkiem komisji finansów oraz spraw zagranicznych i obrony, stał także na czele rolniczego lobby.
W 1981 ponownie uzyskał mandat poselski. 11 sierpnia dołączył do powołanego tydzień wcześniej drugiego rządu Menachema Begina jako wiceminister rolnictwa w resorcie kierowanym przez Simchę Erlicha. Pozostał na stanowisku do końca kadencji – 10 października 1983, również po śmierci Erlicha, kiedy kierownictwo nad resortem objął sam premier. Po zmianie premiera i powołaniu rządu Icchaka Szamira, Grupper został ministrem rolnictwa, ministerstwem kierował do 13 września 1984.
Wcześniej uzyskał reelekcję w sierpniowych wyborach, a w Knesecie XI kadencji przewodniczył komitetowi wspólnemu ds. budżetu obronnego. Zasiadał także w komisjach finansów oraz spraw zagranicznych i obrony. Po sukcesie w wyborach w 1988 został przewodniczącym podkomisji rolnictwa oraz lobby rolniczego w dwunastym Knesecie. Ponadto był członkiem komisji spraw gospodarczych oraz finansów. 15 marca 1990 Gruper, Awraham Szarir, Josef Goldberg, Pinchas Goldstein i Jicchak Moda’i opuścili Likud tworząc nowe ugrupowanie – Partię na rzecz Idei Syjonistycznej, wkrótce jednak Goldstein i Szarir wrócili do Likudu, pozostała trójka przekształciła dotychczasowe ugrupowanie w Nową Partię Liberalną.
W wyborach w 1992 utracił miejsce w parlamencie.
Zmarł 30 kwietnia 2013.